# Santarcangelo di Romagna

Santarcangelo di Romagna (Sant'Archenzli, Sant'Arcanzal o Sant'Arcanzul en dialecte romagnol) est une commune italienne d'environ 22 200 habitants située dans la province de Rimini, dans la région Émilie-Romagne.

## Géographie
Sur la via Emilia, à 10 km de Rimini et 20 km de Césène, la ville de Santarcangelo s'étend au pied de sa « Rocca », forteresse placée sur un piton entre les fleuves Uso et Marecchia à 7 km de la mer Adriatique et à 4 km de la sortie « Rimini-nord, Bellaria, Santarcangelo » de l'autoroute A14.

## Histoire
Appelée dans l'Antiquité Pagus Acervolanus ou Acervolanus, elle fut fortifiée au XIe siècle.
Elle fut dirigée par les évêques de Ravenne et de Rimini, conquise par Giovanni Sforza, puis passa entre les mains des Malatesta jusqu'en 1462, où Frédéric de Montefeltro la prit d'assaut et en fit le sac.
Elle passa entre les mains des Vénitiens de 1503 à 1505, puis repassa sous direction des évêques.

## Monuments et lieux d’intérêt
- Porta del Campanone Vecchio : des XIe et XIIe siècles, le plus ancien accès de la première fortification construite sur le col Giove.
- Porta Cervese : des XIVe et XVe siècles, connue aussi comme Porta del Sale, accès à la via qui menait à la cité saline de Cervia, unique accès encore existant de la seconde muraille de défense voulue par les Malatesta.
- Rocca Malatestiana di Santarcangelo : structure caractéristiques des fortifications malatestiennes du XIVe siècle, restructurée en 1447 (son aspect actuel en brique de terre cuite).
- Cappella Zampeschi : chapelle restée intacte durant la seconde guerre mondiale.
- Mangano : on  mangle [2], antique repasseuse mécanique, à l’intérieur de l’imprimerie Marchi, qui est une des plus antiques boutiques de la Romagne où est conservé tout le patrimoine décoratif de la région. Depuis 1633, ce Mangano (ou mangle en français), unique au monde, est encore utilisé pour le repassage des vieux tissus tirés des fibres de chanvre cultivé et du coton.
- Arc du pape Clément XIV : accès à la Piazza Ganganelli, érigé en 1769, année de l’élection du pape. Cet arc est aussi connu folkloriquement comme l'Arco dei Becchi ou Arco dei cornuti (arc des cocus).
- Pescheria : principale poissonnerie de la cité construite en 1829.
- Campanone : campanile construit en 1893 au centre du bourg médiéval, haut de 25 m en style néogothique.
- Musée Ethnographique (MET) : des usages et coutumes de Romagne[3].
- Musée Historique archéologique : à l’intérieur du Palazzo Cenci.
- Fontana di Tonino Guerra : créée par Tonino Guerra et Fausto Baldessarini.
- Muséo del Bottone : musée du bouton, unique en Italie, raconte l’histoire de la société, des coutumes, de la politique, de la culture, etc. au travers des boutons (10 500 exemplaires).
- Grottes : creusées dans le grès et l’argile environ 150 hypogées, servaient de dépôts et de cave pour la conservation du vin Sangiovese et d’abri pendant la seconde guerre mondiale.
- Pieve di San Michele Arcangelo : l’édifice religieux créé par les byzantins, le plus important de la cité jusqu’au milieu du XVIIIe siècle.

## Économie

### Marchés
- Marché chaque semaine le vendredi.
- Marché des antiquaires le premier dimanche du mois (sauf août).

## Infrastructure et transports

### Routes
Santarcangelo di Romagna est traversée par l'autoroute italienne A14, par la route nationale SS9 via Emilia, la route provinciale SP136 qui, avec les routes SS16 Adriatica et SP14, mène à la vallée du Marecchia.

### Distance avec les principales villes italiennes
- Bologne = 107 km
- Turin = 438 km
- Milan = 320 km
- Rome = 365 km
- Naples = 546 km
- Bari = 569 km

### Voie ferrée

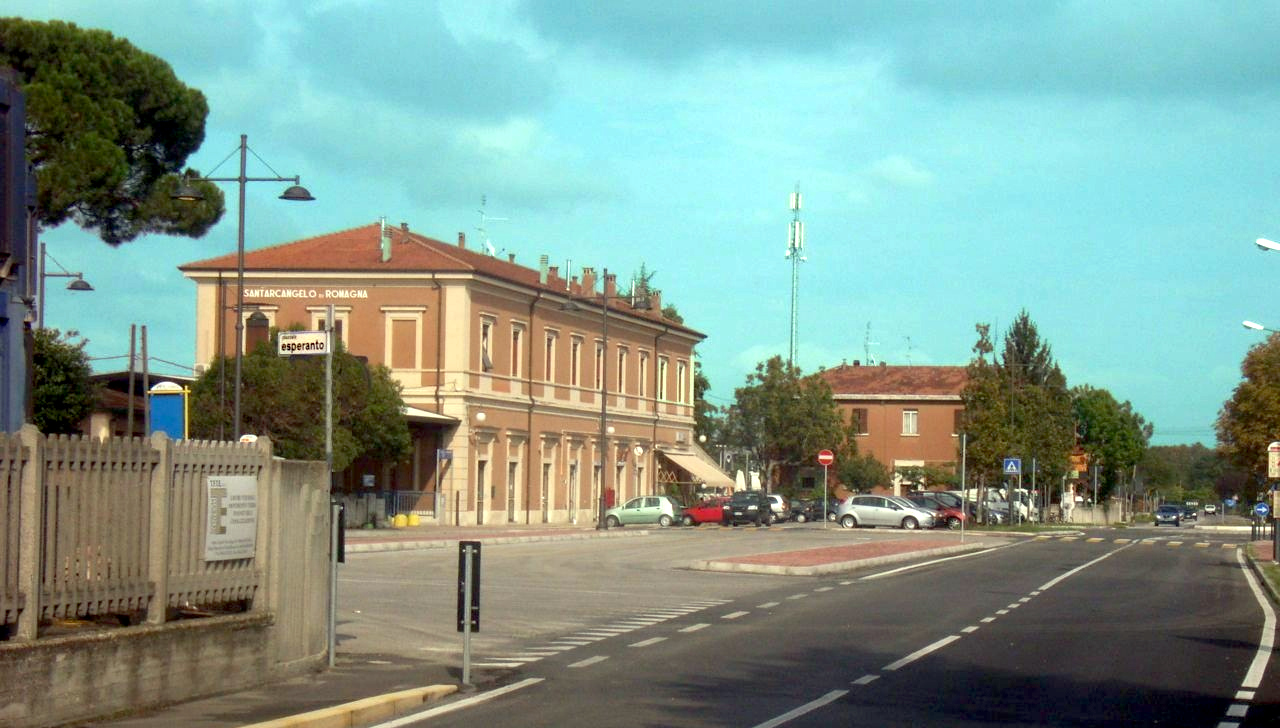
La gare de Santarcangelo di Romagna.

La gare ferroviaire de Santarcangelo di Romagna se trouve sur la ligne de Rimini et Bologne, desservie par les trains régionaux.

### Aéroports
- Aéroport de Rimini-Miramare Federico Fellini (16 km)
- Aéroport de Forlì Luigi Ridolfi (49 km)
- Aéroport de Bologne-Borgo Panigale Guglielmo Marconi (116 km)

### Transport urbain
Santarcangelo di Romagna est desservi par les transports publics gérés par la compagnie Trasporti Riuniti Area Metropolitana (TRAM) de Rimini.

## Culture
Depuis l’année 1990, la ville accueille la communauté artistique Mutoid Waste Company (MWC) ou la Société des Déchets Mutoid d’Europe. Installée dans des lieux industriels ou commerciaux désaffectés, cette communauté récupère, transforme et détourne de leur rôle premier, les objets et déchets de la société dite moderne.

## Sport
Le club de football local, l'AS Santarcangelo Calcio évoluant en Serie D italienne, a pour particularité d'être devenu en août 2009 la première société sportive organisée et dirigée par des internautes via le projet Squadramia.

## Événement commémoratif
- Le 11 novembre, à San Martino, se déroule la foire festa dei becchi (ou fête des cocus en français): sous l’arc du pape Clément pend une paire de cornes de taureau, et la tradition veut que quiconque passant dessous et faisant bouger les cornes, rejoigne la corporation des cocus. Cette fête est l’occasion d’une démonstration de matériel agricole, doublée de manifestations populaires et gastronomiques.

## Fêtes, foires
- À la mi-mai, un événement qui a lieu dans le centre-ville, celui des « balcons fleuris ».
- En juillet, depuis 1971, est organisé un festival de théâtre contemporain le plus important d'Italie : « festival International de Théâtre sur Place publique ».
- Le 29 septembre, la fête de Saint-Michel, aussi appelé la Maison des Oiseaux.

## Administration
| Période                                  | Période  | Identité   | Étiquette     | Qualité |
| ---------------------------------------- | -------- | ---------- | ------------- | ------- |
| 09/06/2009                               | En cours | Mauro Mori | Centre-gauche |         |
| Les données manquantes sont à compléter. |          |            |               |         |

### Hameaux
Canonica, Casale San Vito, Ciola-Stradone, La Giola, Montalbano, Sant’Agata (San Bartolo), San Michele, San Martino dei Mulini, Sant’Ermete, Santa Giustina, San Vito.

### Communes limitrophes
Borghi, Longiano, Poggio Berni, Rimini, San Mauro Pascoli, Savignano sul Rubicone, Verucchio, la République de Saint-Marin.

## Population

### Évolution de la population en janvier de chaque année
| 1861  | 1901  | 1921   | 1951   | 1961   | 1971   | 1981   | 1991   | 2001   |
| ----- | ----- | ------ | ------ | ------ | ------ | ------ | ------ | ------ |
| 7 559 | 9 655 | 11 567 | 12 525 | 13 426 | 14 706 | 15 974 | 17 286 | 18 943 |

| 2011   | - | - | - | - | - | - | - | - |
| ------ | - | - | - | - | - | - | - | - |
| 21 409 | - | - | - | - | - | - | - | - |

### Ethnies et minorités étrangères
Selon les données de l’Institut national de statistique (ISTAT) au 1er janvier 2011 la population étrangère résidente était de 1 484 personnes.
Les nationalités majoritairement représentatives étaient :
| Pos. | Pays      | Population |
| ---- | --------- | ---------- |
| 1    | Albanie   | 318        |
| 2    | Maroc     | 192        |
| 3    | Chine     | 191        |
| 3    | Ukraine   | 139        |
| 5    | Roumanie  | 110        |
| 6    | Macédoine | 86         |
| 7    | Sénégal   | 50         |
| 8    | Tunisie   | 39         |
| 9    | Moldavie  | 37         |
| 10   | Équateur  | 29         |

## Personnalités
- Simon Ballacchi (1240-1319), frère convers dominicain reconnu bienheureux par l'Église catholique
- Guido Cagnacci (1601-1663), peintre
- Carlo Carlini (1875-1963), enseignant, dit « Le Maître des Abeilles »
- Clément XIV (1705-1774), pape
- Tonino Guerra (1920-2012), scénariste, poète, écrivain et dramaturge
- Alfio Vandi (1955- ), coureur cycliste
- Loris Stecca (1960- ), footballeur
- Daniele Luttazzi (1961- ), comédien, satiriste, et chansonnier
- Maurizio Stecca (1963- ), boxeur
- Mimma Zavoli (1963- ), femme d'État
- Fabio De Luigi (1967- ), acteur, chanteur et joueur de baseball
- Nicola Pozzi (1986-), footballeur.

## Galerie de photos

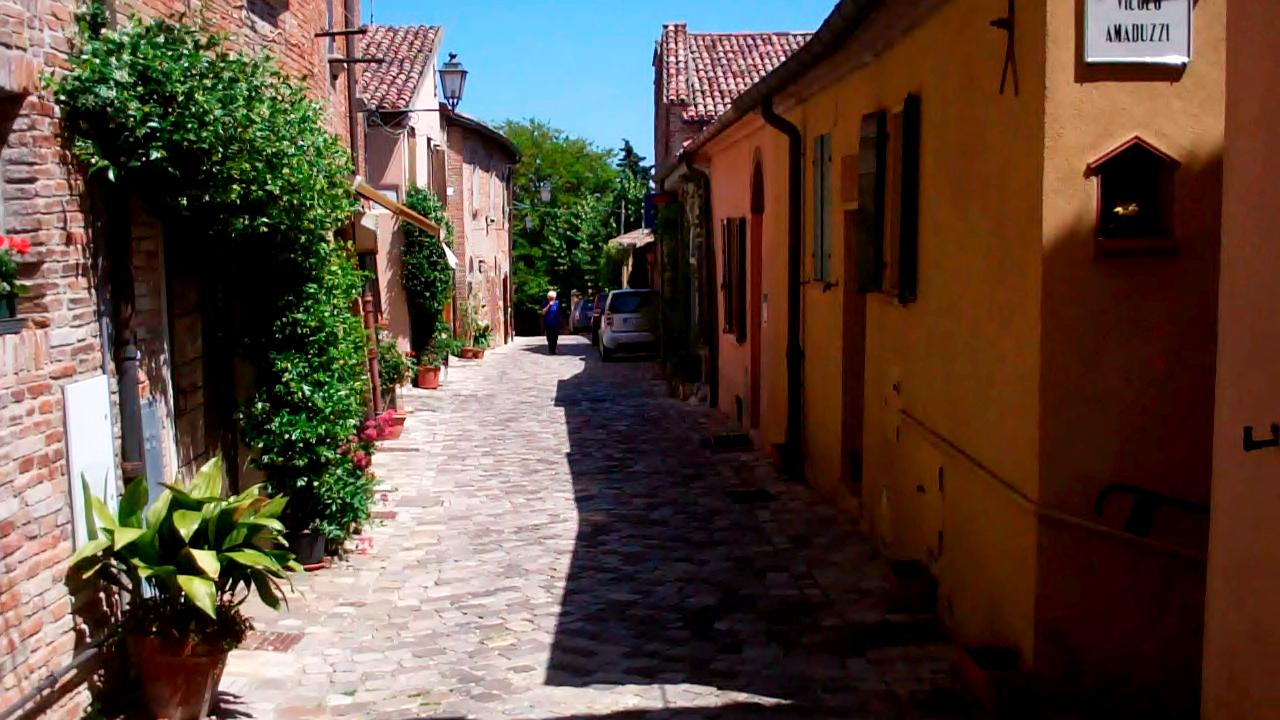
Bourg de la cité ancienne.
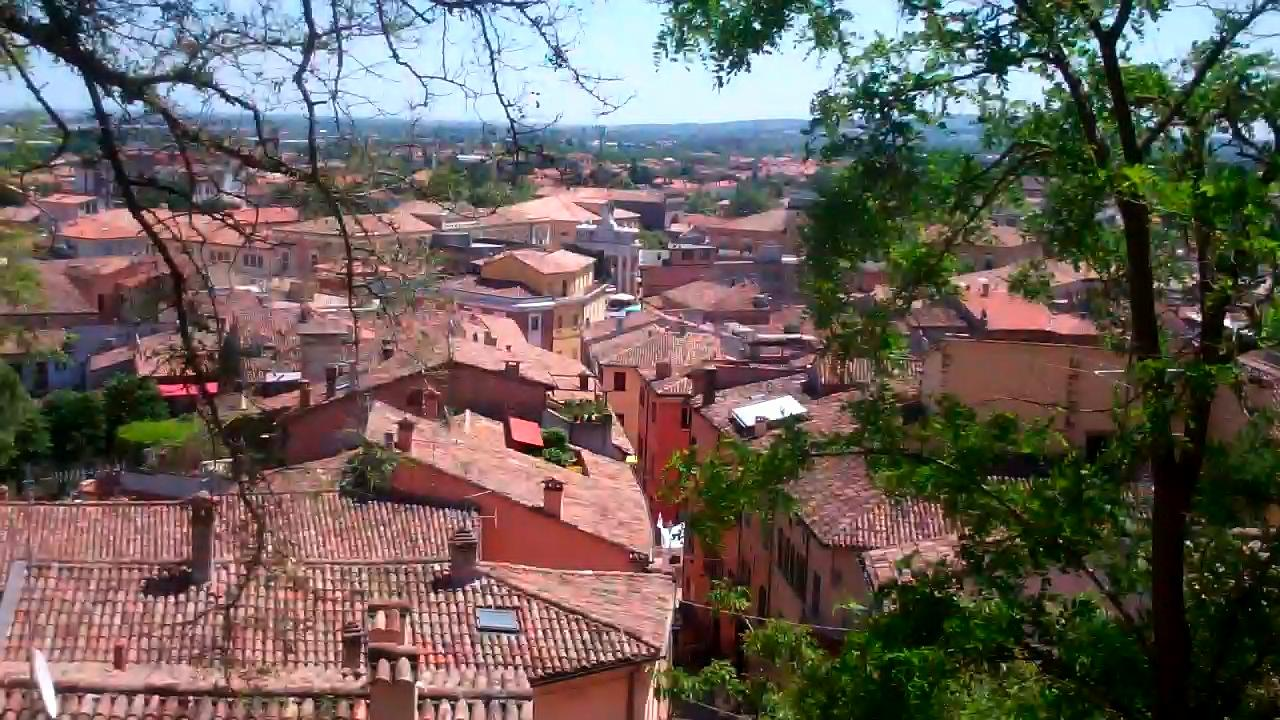
Vue sur la ville basse.
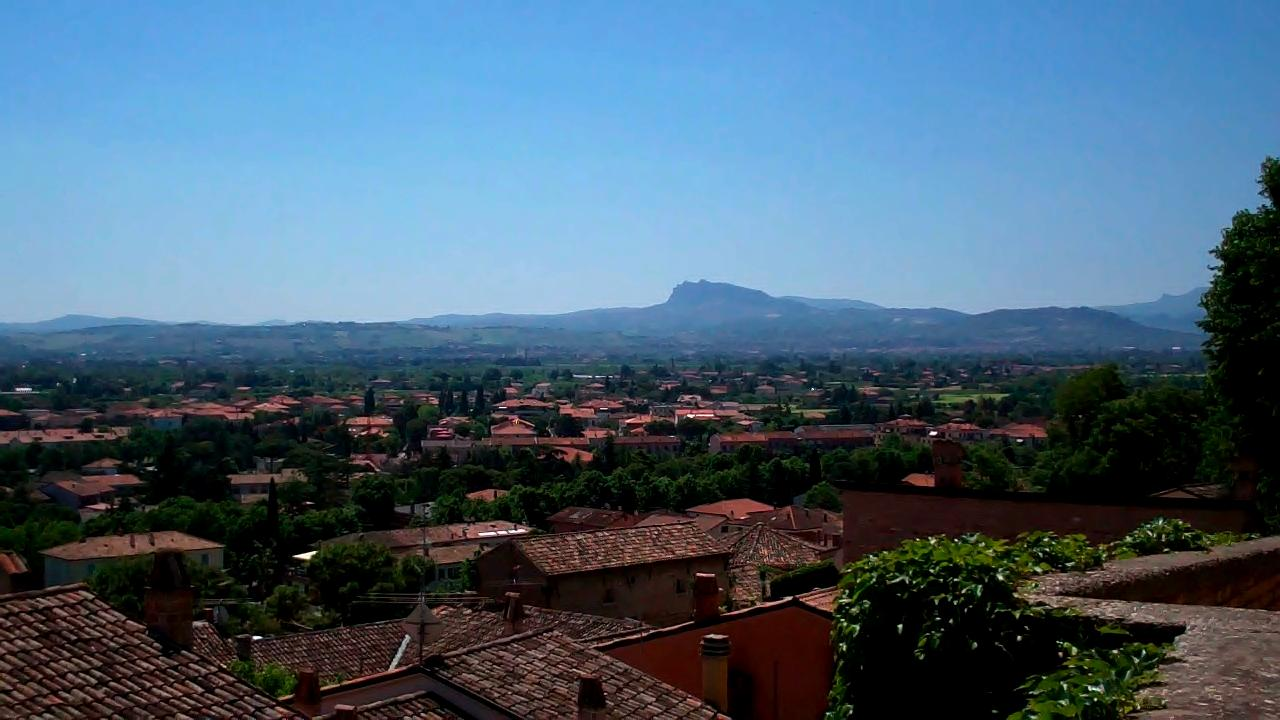
Vue sur Saint-Marin et la Vallée du marecchia.
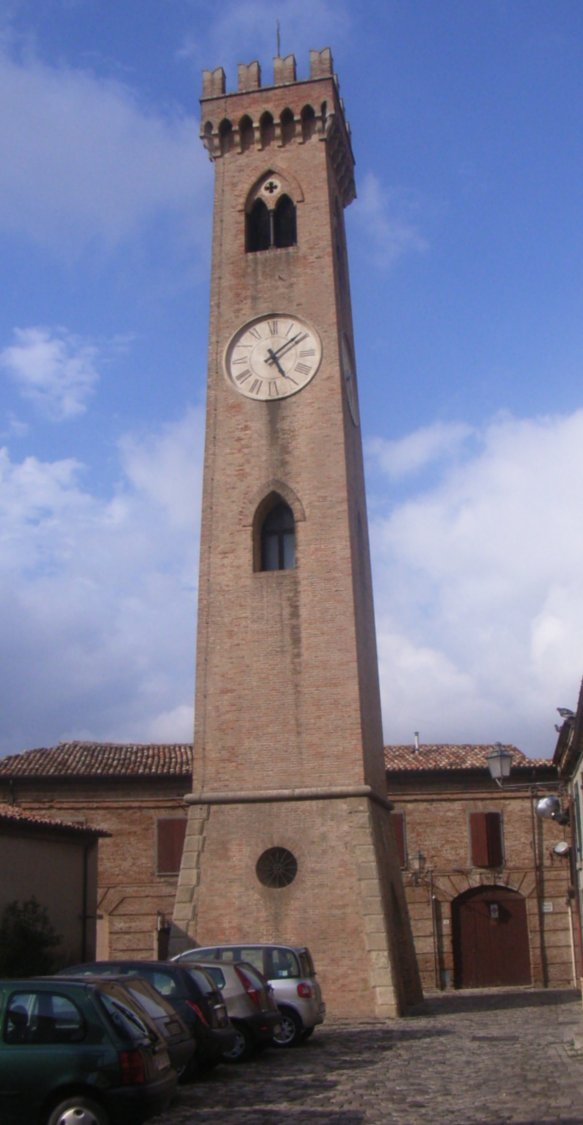
La tour de l'horloge.
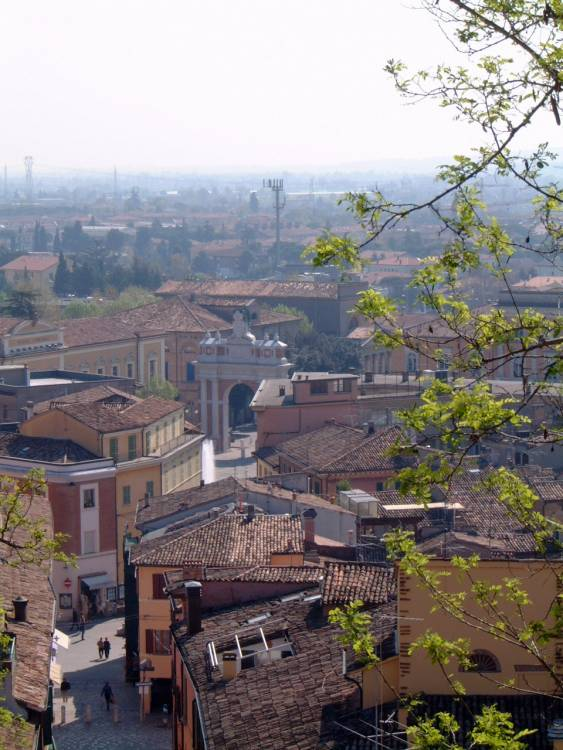
Vue sur l'arc de Santarcangelo.